# سه احمق خوش‌شانس
سه احمق خوش‌شانس (انگلیسی: Three Lucky Fools) فیلمی کمدی به کارگردانی ماریو بنارد و محصول کشورهای ایتالیا و فرانسه است که در سال ۱۹۳۳ منتشر شد. از بازیگران آن می‌توان به ادواردو د فیلیپو، پپینو د فیلیپو، لوچانو مولیناری و کلاودیو ارملی اشاره کرد.